# 中山大学图书馆
中山大学图书馆（英語：Sun Yat-sen University Library），是中华人民共和国的高校图书馆系统，隶属于中山大学，始建于1924年。目前，中山大学图书馆由广州校区南校园图书馆（总馆）、经济与管理学科分馆（伍舜德图书馆）、广州校区北校园图书馆（医学图书馆）、广州校区东校园图书馆、珠海校区图书馆和深圳校区图书馆6个馆舍组成，总建筑面积达18万余平方米，位于全国高校图书馆首位。截至2020年12月31日，纸质馆藏总量达953万余册（件）。

## 历史沿革

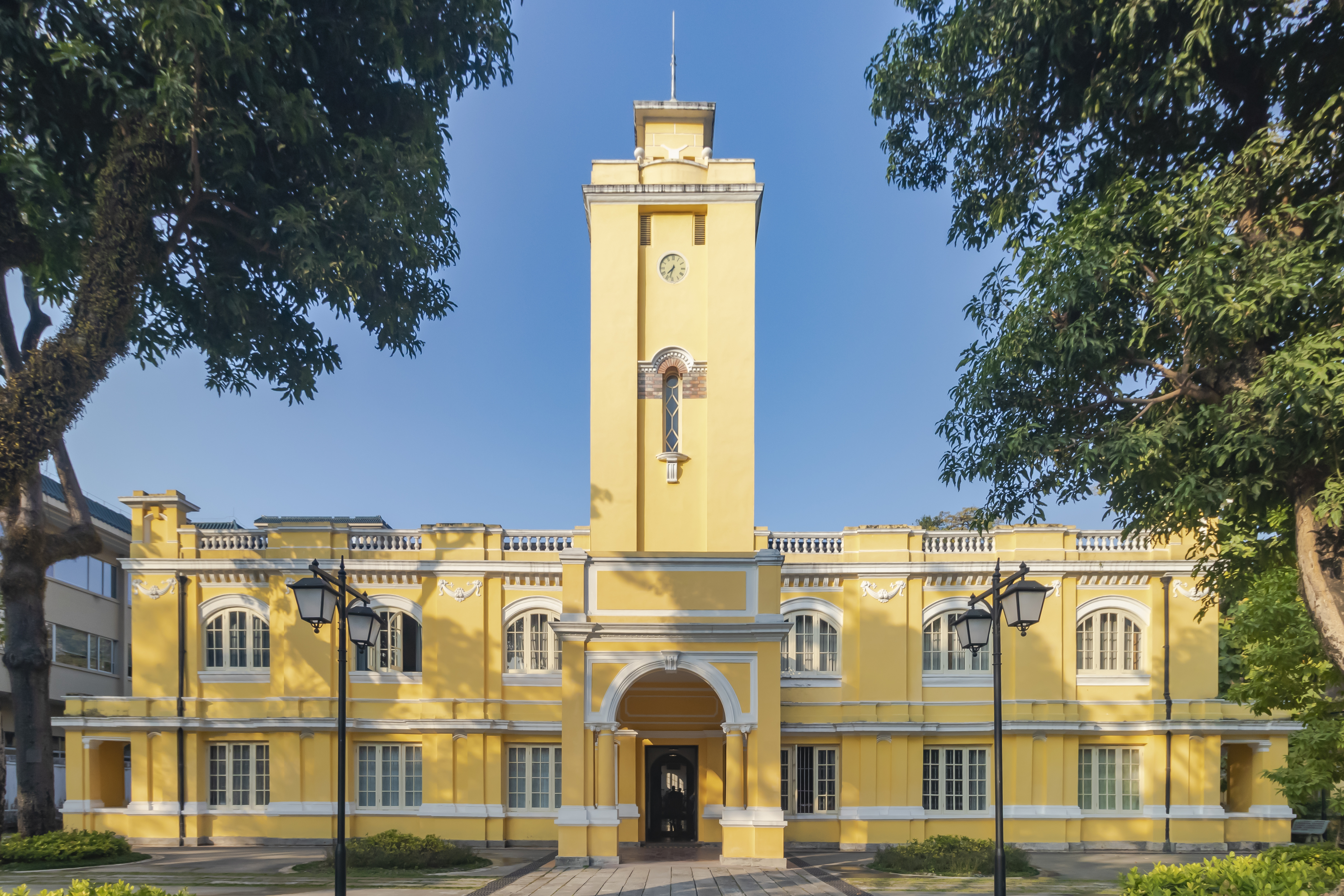
国立广东高等师范学校旧址（现为广东省立中山图书馆文明路总馆），位于广东贡院原址，是中山大学图书馆的起源之地

中山大学图书馆的历史可以追溯到清光绪三十二年（1906年）建立的两广优级师范学堂藏书楼。
民国十三年（1924年），孙中山将国立广东高等师范学校、广东公立法政大学、广东公立农业专门学校三所高校合并，组建为国立广东大学。国立广东大学图书馆随学校一同成立，由合并三校原有藏书而成。1926年11月，国立广东大学更名为国立中山大学，图书馆随之更名为国立中山大学图书馆。1927年至1928年间，国立中山大学曾短暂更名为国立第一中山大学，图书馆随之更名为国立第一中山大学图书馆，后复名。1934年，中大自文明路校址迁入石牌新校址。新校址图书馆馆舍由图书馆主任杜定友设计，于1936年11月奠基。
日本侵华期间，国立中山大学图书馆损失惨重。日本侵华之前，国立中山大学图书馆的规模为全国第二，约有图书37万册。1937年卢沟桥事变后，中大石牌校本部和文明路校区受到日军机多次轰炸，导致大量藏书被毁。1938年至1945年间，由于广州沦陷，国立中山大学内迁至粤西、云南和粤北等地继续办学。图书馆在7年间随学校颠沛流离于广东罗定、云南澄江、广东坪石、广东梅县等地。整个抗战期间，中大图书馆损失图书杂志共计超过26万册。1945年中大复员广州时，仅存图书4万5千册。
1949年11月，中国人民解放军占领广州，部分中大图书馆藏书随中华民国政府转移至台湾，该部藏书后由1980年在高雄复校的国立中山大学接收。1950年，国立中山大学图书馆更名为中山大学图书馆，即现名称。1952年，中华人民共和国全国院系调整中，私立岭南大学合并至中山大学，中山大学从原石牌校址搬入原岭南大学校址康乐园（现中山大学广州校区南校园）。中山大学图书馆因之吸收原岭南大学图书馆并搬入康乐园，以马丁堂为总馆馆舍，文理科图书得以增强；同时，亦向中南地区其他高校调入大量科学藏书。1982年，总馆从马丁堂迁入现馆舍，同样位于广州校区南校园内。
1996年，在南校园内增设经济与管理学科分馆（伍舜德图书馆）；2000年，增设珠海校区图书馆。2001年，中山医科大学并入中山大学，该校图书馆改为中山大学广州校区北校园（医学图书馆）。2004年，增设广州校区东校园图书馆。2022年，增设深圳校区图书馆。

## 馆舍

### 广州校区南校园图书馆

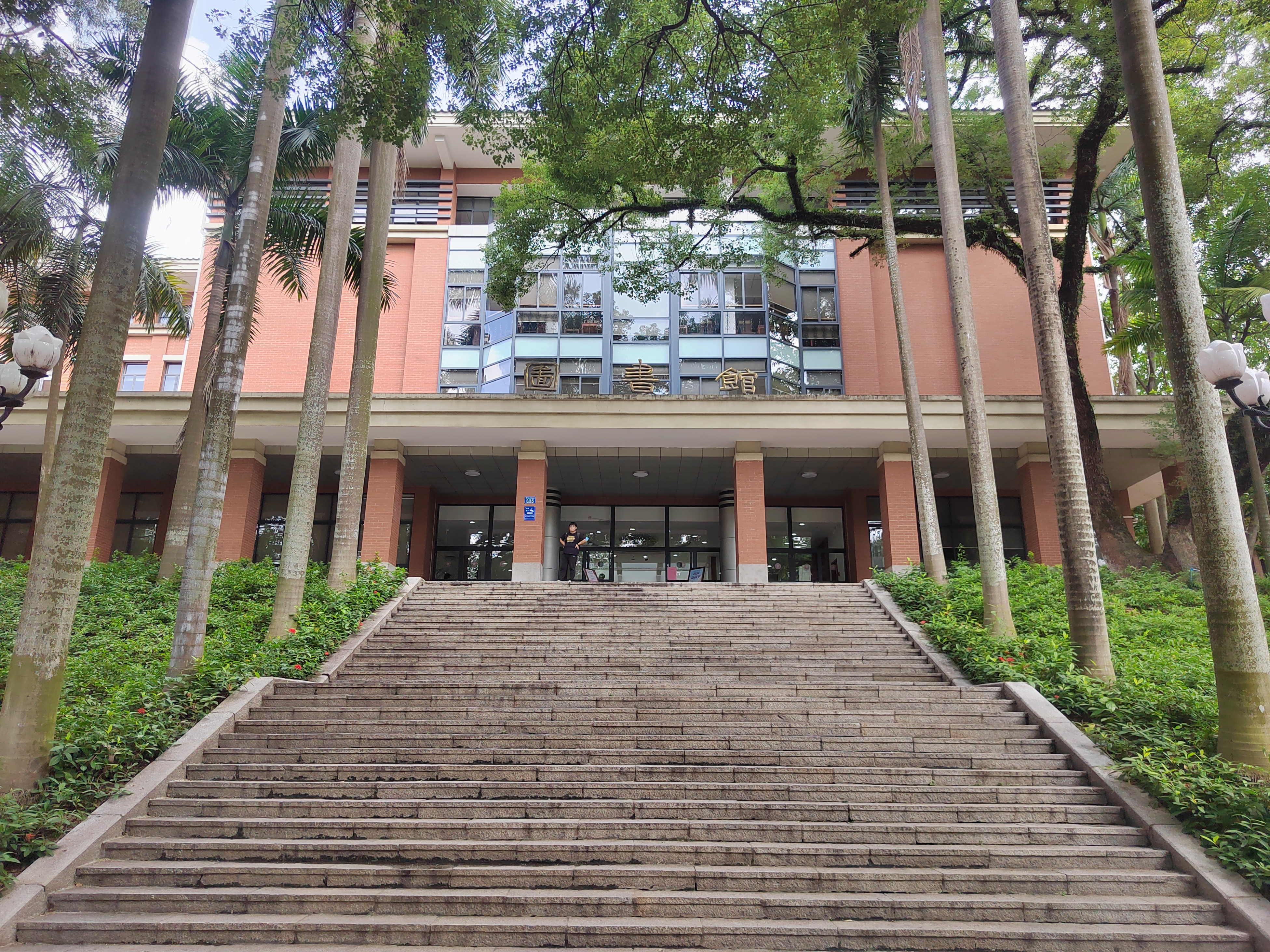
广州校区南校园图书馆（总馆）

该馆是中山大学图书馆的总馆，现馆址位于广州校区南校园内，在校园中部，于1982年落成。中山大学图书馆各馆纸质馆藏总量达953万余册（件），其中古籍35万余册、碑帖3.8万余件、徽州民间历史文献39万余件、民国时期文献约14万册。中山大学图书馆的电子资源为总馆和分馆之间共享，包括电子图书122万余种、光盘及数据库300余个、电子期刊近4.7万份、学位论文147.4万多篇。除常规图书外，该总馆藏有中文工具书3万余种、外文工具书7000余种；现期期刊包括中文现刊3000余种、外文现刊500多种、赠刊300余种；现期报纸包括中外文报纸200余种；总馆内台湾文献馆收藏香港、澳门、台湾书刊文献资料7.7余多册。
该馆藏有大量珍贵古籍善本和重要历史文献。其中，聚珍厅收藏善本古籍4000种4.6万册；特藏厅收藏精平装新版影印古籍13万册、影印本报纸2000册（另有收藏中山大学1952年院系调整后的各类书籍、校内资料1万余册）；保存本阅览厅收藏新方志2.8万余册（另有中山大学1978年以来的博硕士学位论文、博士后出站报告8.3万余册）；珍藏馆收藏普通古籍3万余种30万册、新线装古籍600余种23000余册、西文古籍1.7万余册。该总馆也是中山大学的文献研究中心之一，馆内数字化实验室负责馆藏碑帖及大型图录的扫描。
该馆另有若干专门馆藏厅室，用以收藏与中山大学有关的文献资料。其中，学人文库存放1952年院系调整后师生及校友的著作。校史文献室收藏1952年院系调整前国立中山大学、私立岭南大学的书刊及学位论文共8000余册，1952年院系调整后的各类书籍、校内资料6000余册，以及1978年以来的博硕士学位论文、博士后出站报告19000余册。此外，该馆还设有首任校长邹鲁的专门纪念室，以及商衍鎏、商承祚、陈寅恪、李新魁、戴镏龄、梁方仲、安志敏等著名学者的专门纪念室，分别收藏其著作和文物。

### 经济与管理学科分馆（伍舜德图书馆）
该分馆位于广州校区南校园内，在校园北部、靠近珠江江畔，使用面积为5000平方米。该分馆由原私立岭南大学校友伍舜德于1994年捐赠人民币500万兴建，于1996年9月正式对中山大学岭南（大学）学院读者开放，并同时服务于中山大学和社会公众。

### 广州校区北校园图书馆（医学图书馆）
该分馆位于广州校区北校园内，现馆舍面积为1.1万平方米。该分馆馆藏体系以生物医学为特色，藏有文献资料为65余万册/件，订购中外文报刊1600余种、医学类外文电子期刊7000余种，是华南地区重要的医学文献信息中心。该馆原为中山医科大学图书馆，1953年由原中山大学医学院、岭南大学医学院和广东光华医学院三所院校的图书馆合并而成。2001年10月，中山医科大学并入中山大学，该馆成为中山大学广州校区北校园图书馆暨医学图书馆。 
该分馆建筑为欧洲古典主义风格，始建于1916年。1938年广州沦陷后，侵华日军波字第8604部队（731部队支队，对外称华南派遣军防疫给水部）驻扎于此，该建筑遂成为日军细菌战广州大本营。1996年，该建筑被列为广州市文物保护单位。

### 广州校区东校园图书馆

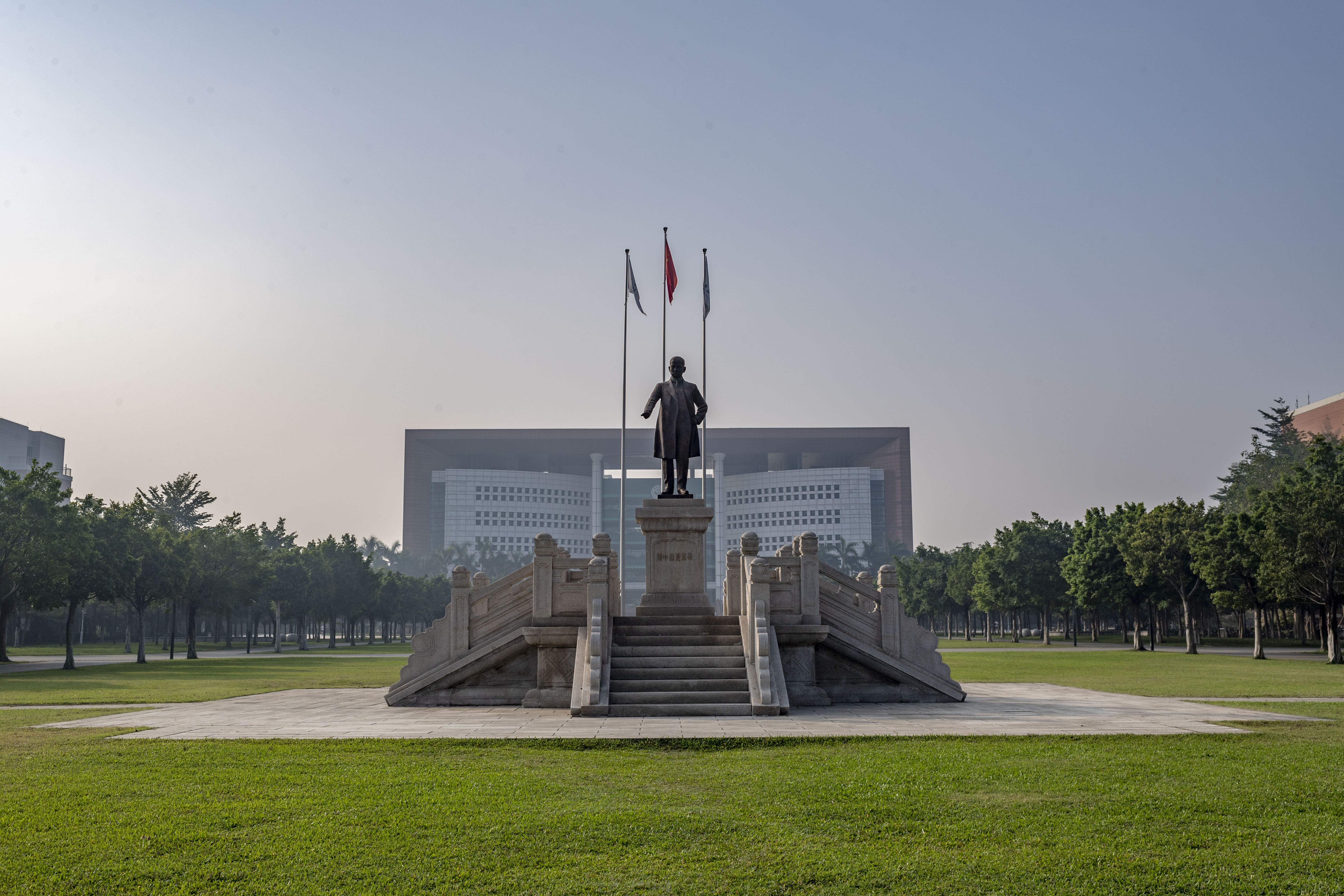
广州校区东校园图书馆

该分馆位于广州校区东校园内，于2004年11月8日启用，总建筑面积为3.6万平方米，设有阅览座位3106个、检索和服务终端65台。截至2019年底，该分馆藏有中外文纸质书刊126万余册，订购期刊2149种、报纸124种，并有中外文电子期刊12万余种、中外文电子图书272万余册、光盘及网络数据库 1038个。同时，该分馆与广州大学城其他9所高校图书馆资源共享，并可开通有通借通还服务。
该分馆五楼设有喜乐斯藏书室，专藏由哈佛大学捐赠的喜乐思藏书（Hilles Collection），以文学、政治学、社会学、妇女研究、艺术和音乐等方面的英文文献为主，约有书刊15万余册。喜乐斯图书馆（The Hilles Library）为哈佛大学哈佛学院图书馆下辖的三个本科生图书馆之一。2004年，哈佛大学将喜乐斯图书馆的全部复本西文图书无偿地捐赠给中山大学。喜乐斯藏书室于2005年11月13日在东校园图书馆正式开放，并于2007年6月21日开放借阅。

### 珠海校区图书馆

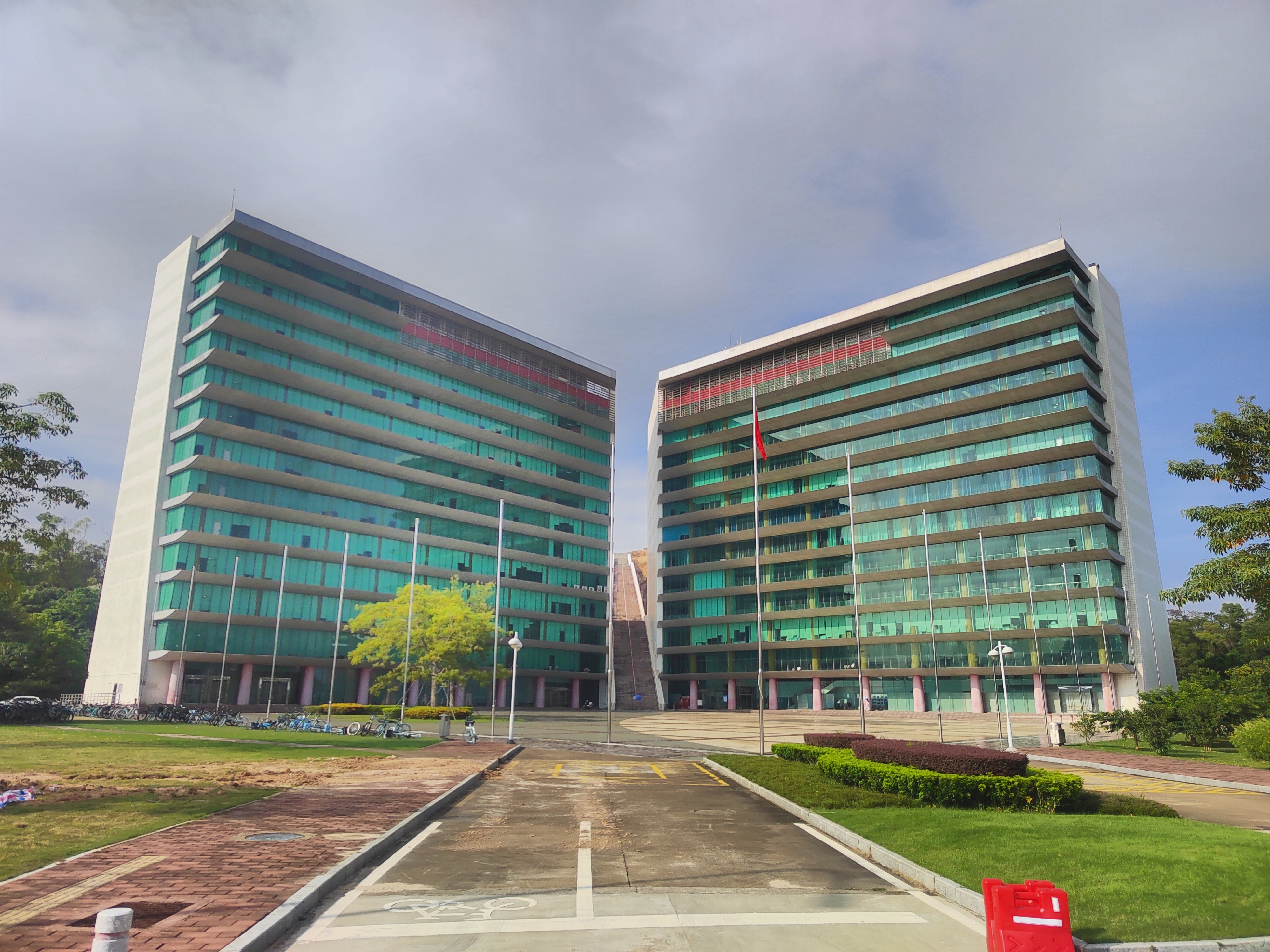
珠海校区图书馆

该分馆位于珠海校区内，于2000年启用，由两幢底层相连接高13层的大楼组成，总建筑面积为3.6万平方米。该分馆藏书量约为136万册（截至2018年12月底）；可利用用数字馆藏为836个数据库，其中涉及珠海校区相关学科教学科研所需资源约为760个（截至2019年10月）。

### 深圳校区图书馆
该分馆位于深圳校区内，于2022年启用。该分馆馆藏体系主要针对中山大学在深圳校区的学科设置，以数学、工业、医学、化学、生物科学、环境科学、交通运输和航空航天等类资源为主，现有藏书约30万册、国内期刊1380种、国外期刊180种、报纸100余种。